# Photinus lucidotoides
Photinus lucidotoides is een keversoort uit de familie glimwormen (Lampyridae). De wetenschappelijke naam van de soort is voor het eerst geldig gepubliceerd in 1963 door McDermott.